# George MacKay (acteur)
Pour les articles homonymes, voir George MacKay et MacKay.
George MacKay est un acteur britannique né le 13 mars 1992 à Londres.
Actif dans des petits rôles au cinéma alors qu'il est encore enfant, il joue à l'adolescence avec des acteurs britanniques de renom dans plusieurs productions, comme Les Insurgés (2008) ou Pride (2014), dans lequel il interprète un membre de l'association Lesbians and Gays Support the Miners. Sa carrière prend un tournant en 2019 lorsqu'il apparaît en rôle principal du film 1917 de Sam Mendes, dans la peau d'un soldat de la Première Guerre mondiale. Il reçoit notamment en 2017 le Trophée Chopard, qui distingue les étoiles montantes du cinéma international.

## Biographie

### Enfance et formation
George Andrew J. MacKay nait dans une famille liée aux arts : sa mère Kim Baker est costumière et son père Paul MacKay est régisseur son,. Né dans le quartier londonien de Hammersmith, il passe son enfance dans celui de Barnes, où il est élève de la Harrodian School, un établissement privé. 

### Débuts (2003-2014)
En 2002, à ses 10 ans, George MacKay est invité à auditionner pour le film Peter Pan de Paul John Hogan, il est choisi pour jouer le rôle de Curly, l'un des garçons perdus. 
Sa carrière débute, il enchaîne des rôles dans plusieurs films et téléfilms comme Rose and Maloney (2004), FootPrints in the Snow (2005), The Brief (2005), Le Voleur de Venise (2006), Johnny and the Bomb, (2006, d'après le livre homonyme), Tsunami : Les Jours d'après (2006) ou encore The Old Curiosity Shop (2007). 
Il commence à se faire un nom grâce au film Les Insurgés de Aaron Bielski en 2008, dans lequel il partage l'écran avec Daniel Craig, Liev Schreiber et Jamie Bell.
En 2009, âgé de 17 ans, il tente d'intégrer la Royal Academy of Dramatic Art mais n'y est pas admis. Son apparition dans d'autres films ne cessera pas pour autant puisqu'il interprète, en 2009, Harry dans Mes garçons sont de retour en compagnie de Clive Owen et Emma Booth, Jack dans Hunky Dory, Marcus dans le court-métrage The Devil's Dosh ou encore William Heath dans le téléfilm Renaissance (2012). 

### DePrideà1917(2014-2019)
Il apparaît par la suite dans les films Private Peaceful (2012), dans lequel il tient le rôle principal, et For Those in Peril (2013).  Il joue également dans la comédie musicale de Dexter Fletcher Sunshine On Leith puis dans How I Live Now, aux côtés de Tom Holland et Saoirse Ronan avec qui il débutera une relation en 2013. L'année 2013 se termine avec deux autres films : Pieces et Breakfast with Jhonny Wilkinson.  
En 2014, il obtient le rôle de Joe dans Pride dans lequel des  militants gays britanniques aident des mineurs pendant la longue grève de 1984, aux côtés de Bill Nighy, Imelda Staunton ou Paddy Considine. L'année 2014 se poursuit avec le film Bypass de Duane Hopkins. 
En 2015, il apparaît dans le court métrage Fuel To Fire et dans la mini-série The Outcast.
En 2016, il retrouve le grand écran en jouant Bodevan dans le film de Matt Ross Captain Fantastic, avec Viggo Mortensen. L'année se poursuit par des apparitions dans des courts métrages ou des séries télévisées comme  22.11.63  ou Neil Gaiman's Likely Stories.
En 2017, il interprète le rôle d'un étudiant anglais voyageant en France dans  French Exchange, en compagnie de sa professeure de français interprétée par Clémentine Poidatz, et il joue dans le thriller de Sergio G. Sanchez :  Le secret des Marrowbone, aux côtés d'Anya Taylor-Joy, Charlie Heaton et Mia Goth.
En 2018, il tient des premiers rôles dans divers films comme Hamlet dans Ophelia ou encore Lutz dans Where Hands Touch (en). On le retrouve aussi dans le second rôle de Gil dans la comédie musicale Been So Long, mais aussi dans DoubleThink et To Provide All People.
2019 marque un tournant dans sa carrière, avec l'obtention du premier rôle dans 1917  de Sam Mendes aux côtés de Dean-Charles Chapman mais aussi de Colin Firth, Andrew Scott, Mark Strong ou encore Benedict Cumberbatch. Il apparaît aussi dans True History of the Kelly Gang, A Guide to Second Date Sex (en), ou Nuclear. 

### Étoile montante (à partir de 2019)
En 2020, on peut voir le nom de George MacKay apparaître dans la série télévisée Ataraxia dans lequel il interprète le bonheur. 
En 2021, il interprète le rôle de Jacob, un garçon qui pense être un loup, dans le drame d'art et essai Wolf de Nathalie Biancheri. Il joue également dans deux autres productions : L'Étau de Munich (aux côtés de Jannis Niewöhner et Jeremy Irons) et The Trick dans lequel il joue un second rôle. 
En 2022, il joue le rôle d'un maître-nageur dans le court métrage Find the Light d'Abdullah Khan. Il se place également dans le rôle d'un jeune graffeur dans le thriller I Came By de Babak Anvari. 
Le 21 février 2023, il se présente à Berlin pour la première de Femme, de Sam H. Freeman et Ng Choon Ping, dans lequel il interprète Preston aux côtés de Nathan Stewart Jarett, interprète de Jules, un artiste drag.  
En 2023, il prend également place dans le film de science-fiction de Bertrand Bonello, La Bête, dans lequel il interprète le personnage de Louis, qui aurait dû être joué par Gaspard Ulliel. 
Deux autres productions sont actuellement en cours : la série The Gallows Pole dont la production est achevée et le film de Joshua Oppenheimer(III), The End, comédie musicale dans laquelle George MacKay interprétera le fils de la dernière famille humaine sur terre et dont les parents seront joués par Tilda Swinton et Michael Shannon). La production, réalisée en Irlande, est actuellement en cours.

### Vie privée
En 2013, George MacKay était en couple avec l'actrice Saoirse Ronan, rencontrée sur le tournage du film Maintenant c'est ma vie .
En 2019, George MacKay entame une relation avec Doone Forsyth, une maquilleuse et coiffeuse rencontrée sur le tournage du film 1917, auparavant en couple avec l'acteur Allan Leech.

## Filmographie

### Cinéma

#### Années 2000
- 2003 : Peter Pan de Paul John Hogan : Curly
- 2006 : Le Voleur de Venise (The Thief Lord) de Richard Claus : Riccio
- 2008 : Les Insurgés (Defiance) d'Edward Zwick  : Aron Bielski
- 2009 : Mes garçons sont de retour (The Boys Are Back) de Scott Hicks : Harry

#### Années 2010
- 2011 : Hunky Dory de Marc Evans : Jake
- 2012 : Private Peaceful (en) de Pat O'Connor : Tommo Peaceful
- 2013 : For Those in Peril de Paul Wright : Aaron
- 2013 : Sunshine on Leith de Dexter Fletcher : Davy
- 2013 : Maintenant c'est ma vie (How I Live Now) de Kevin Macdonald : Eddie
- 2013 : Breakfast with Jonny Wilkinson de Simon Sprackling : Jake Whittam
- 2014 : Pride de Matthew Warchus : Joe Cooper
- 2014 : Bypass de Duane Hopkins : Tim
- 2016 : Captain Fantastic de Matt Ross : Bodevan
- 2017 : Le Secret des Marrowbone (El secreto de Marrowbone) de Sergio G. Sánchez : Jack Marrowbone
- 2018 : Ophélie (Ophelia) de Claire McCarthy : Hamlet
- 2018 : Where Hands Touch (en) de Amma Asante : Lutz
- 2018 : Been So Long de Tinge Krishnan : Gil
- 2019 : Le Gang Kelly (True History of the Kelly Gang) de Justin Kurzel : Ned Kelly
- 2019 : Nuclear de Catherine Linstrum : le garçon
- 2019 : A Guide to Second Date Sex (en) de Rachel Hirons : Ryan
- 2019 : 1917 de Sam Mendes : William Schofield

#### Années 2020
- 2021 : L'Étau de Munich (Munich: The Edge of War) de Christian Schwochow : Hugh Legat
- 2021 : Wolf de Nathalie Biancheri : Jacob
- 2022 : I Came By de Babak Anvari : Toby Nealey
- 2023 : La Bête de Bertrand Bonello : Louis
- 2023 : Femme de Sam H. Freeman et Ng Choon Ping : Preston
- 2024 : The End de Joshua Oppenheimer : le fils

### Courts métrages
- 2011 : The Devil's Dosh de Zachary Guerra : Marcus
- 2013 : Pieces de Jack Weatherley : le fils
- 2015 : Fuel to Fire de Sam McMullen : Tomas Gant
- 2016 : Infinite de Connor O'Hara : Sid
- 2016 : Narrated By de Gur Benshemesh : Bill Sipowitz
- 2017 : French Exchange de Jacob Perlmutter : Jack
- 2018 : Doublethink d’Iain Forsyth et Jane Pollard : Hope / Hate

### Télévision

#### Téléfilms
- 2005 : Footprints in the Snow de Richard Spence : Nathan Hill
- 2006 : Tsunami : Les Jours d'après (Tsunami: The Aftermath) de Bharat Nalluri : Adam Peabody
- 2007 : The Old Curiosity Shop de Brian Percival : Kit
- 2012 : The Best of Men de Tim Whitby : le détective privé William Heath
- 2018 : To Provide All People de Pip Broughtony : le père

#### Séries télévisées
- 2004 : Rose and Maloney : jeune (saison 1, épisode 1 : Pilot)
- 2005 : The Brief : Zak Farmer (2 épisodes)
- 2006 : Johnny et la Bombe (Johnny and the Bomb) : Johnny Maxwell (3 épisodes)
- 2012 : Birdsong : le détective privé Douglas (saison 1, épisode 1 : Episode 1)
- 2015 : Outcast (The Outcast) : Lewis Aldridge (2 épisodes)
- 2016 : 22.11.63 : Bill Turcotte (8 épisodes)
- 2016 : Neil Gaiman's Likely Stories : Simon Powers (saison 1, épisode 1 : Foreign Parts)